# 利亚诺德奥尔梅多
利亚诺德奥尔梅多，是西班牙卡斯蒂利亚-莱昂巴利亚多利德省的一个市镇。总面积15平方公里，总人口88人（2001年），人口密度6人/平方公里。